# Јужноафричка Република на Светском првенству у атлетици у дворани 2012.
Јужноафричка Република је учествовала на Светском првенству у атлетици у дворани 2012. одржаном у Истанбулу од 9. до 11. марта једанаести пут. Репрезентацију Јужноафричке Републике представљало је тројица такмичара, који су се такмичили у три дисциплине.
На овом првенству Јужноафричка Република није освојила ниједну медаљу али је Елрој Џелант оборио национални и лични рекорд.
У табели успешности према броју и пласману такмичара који су учествовали у финалним такмичењима (првих 8 такмичара) Јужноафричка Република је са једним учесником у финалу делила 41. место са 2 бода.
| Плас. | Земља                  | 1. место | 2. место | 3. место | 4. место | 5. место | 6. место | 7. место | 8. место | Бр. финал. | Бод. |
| ----- | ---------------------- | -------- | -------- | -------- | -------- | -------- | -------- | -------- | -------- | ---------- | ---- |
| =41.  | Јужноафричка Република | 0        | 0        | 0        | 0        | 0        | 0        | 1        | 0        | 1          | 2    |

## Учесници
Мушкарци:
- Елрој Џелант — 3.000 м
- Лихан Фурије — 60 м препоне
- Бургер Ламбрехт — Бацање кугле

## Резултати

### Мушкарци
| Атлетичар       | Дисциплина   | Лични рекорд | Квалификације  | Квалификације | Полуфинале | Полуфинале | Финале               | Финале       | Детаљи |
| Атлетичар       | Дисциплина   | Лични рекорд | Резултат       | Место         | Резултат   | Место      | Резултат             | Место        | Детаљи |
| --------------- | ------------ | ------------ | -------------- | ------------- | ---------- | ---------- | -------------------- | ------------ | ------ |
| Елрој Џелант    | 3.000 м      |              | 7:52,35 кв, ЛР | 8. у гр. 1    |            |            | 7:48,64 НР           | 12 / 21      |        |
| Лихан Фурије    | 60 м препоне | 7,64         | 7,67 КВ        | 1. у гр. 1    | 7,65 КВ    | 3. у гр. 2 | 7,69                 | 16 / 29 (32) |        |
| Бургер Ламбрехт | Бацање кугле | 19,26        | 18,96          | 17            |            |            | Није се квалификовао | 17 / 23      |        |